# Claude Mattio

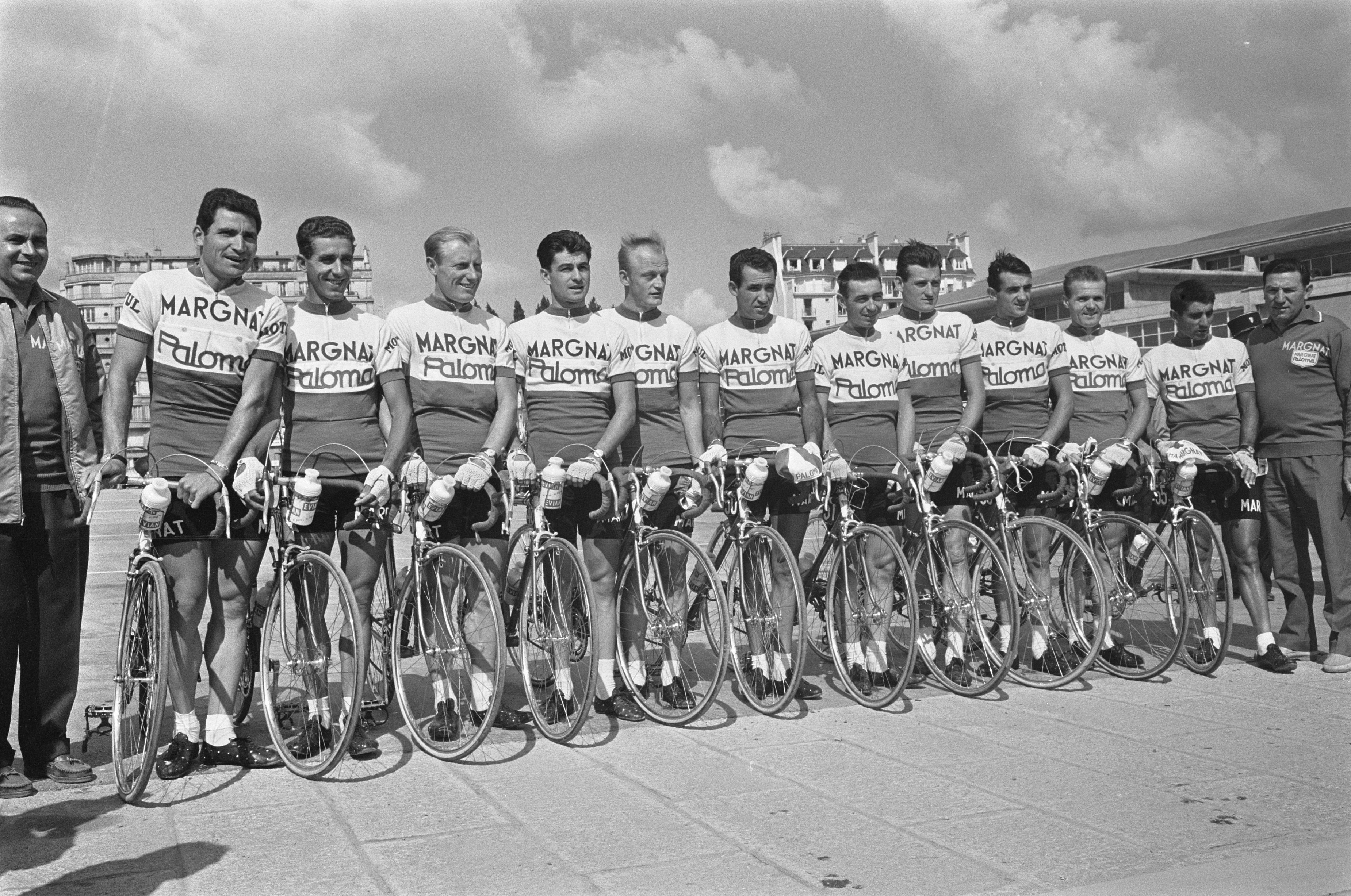
Claude Mattio, Tour de France 1964 (6. von links)

Claude Mattio (* 1. Februar 1936 in Marseille) ist ein ehemaliger französischer Radrennfahrer.

## Sportliche Laufbahn
Mattio war im Straßenradsport aktiv. Als Amateur siegte er 1958 im Eintagesrennen Grand Prix cycliste de Mende. 1959 fuhr er als Unabhängiger. 1960 wurde er Berufsfahrer im Radsportteam Rochet-Margnat. Er blieb bis 1967 aktiv. 1959 gewann er das Rennen Nizza–Mont Agel, 1960 den Grand Prix d’Aix-en-Provence vor Antoine Abate und 1962 die Tour de Haute-Loire.
Die Tour de France fuhr er viermal. 1961 wurde er 22., 1963 52. und 1964 27. der Gesamtwertung. 1962 war er ausgeschieden. In der Vuelta a España schied er 1960 und 1965 aus.